# Peter Wessel Tordenskjold
Peter Jansen Wessel Tordenskiold (28. října 1690 – 12. listopadu 1720), známý jako Tordenskjold, byl norský šlechtic a admirál. V Norsku a Dánsku je připomínán s úctou pro cenná vítězství nad Švédy ve velké severní válce.

## Životopis
Peter Jansen Wessel Tordenskiold se narodil jako desáté dítě v rodině městského radního v norském Trondheimu. Od dětství byl divoký, nezvladatelný a svým bohabojným rodičům tak působil velké starosti. Ve 14 letech utekl z domova, potají nastoupil na loď do Kodaně s úmyslem dostat se do námořní kadetky. To se mu sice nepodařilo, štěstí při něm ale přesto stálo. Jeho přítelem se stal kaplan Peder Jespersen. Ten mu nejen zajistil místo na lodi, plující do Západní Indie, tehdejší karibské kolonie Dánska, ale v roce 1790 mu pomohl dostat se do námořní kadetky válečného námořnictva. Po dvou letech byl Wessel poručíkem a velitelem šalupy Ormen (Had), vybavené čtyřmi děly. Wesselovým úkolem byly průzkumné plavby podél švédského pobřeží. V námořnictvu jeho kariéra rychle stoupala, v roce 1715 byl povýšen do šlechtického stavu a o tři roky později byl jmenován viceadmirálem. Jeho život skončil v souboji dne 12. listopadu 1720 za dosud nevyjasněných okolností.

## Vojenská kariéra

### 1709 – Wessel v námořnictvu
Od roku 1700 probíhala na severu Evropy Velká severní válka. Proti sobě bojovala personální unie Dánska a Norska společně s Ruskem. Společným nepřítelem jim byl – pobaltský rival – Švédsko. Wessel vstoupil do námořnictva právě v době, kdy dánské válečné loďstvo útočilo na švédské zásobovací lodě. Švédové mířící do severoněmeckých a pobaltských provincií odolávali nepřátelským útokům se stále většími obtížemi. Wessel brzy projevil mimořádnou odvahu a námořní dovednost. Tehdy si ho povšiml vrchní námořní velitel Woldemar Gyldenløve, a svěřil mu velení fregaty s dvaceti děly. A to i přes nesouhlas dánské admirality, která považovala neurozeného Nora Wessela, kterému v té době bylo pouhých dvaadvacet let, za nepříliš zkušeného a navíc, velmi nedisciplinovaného. Úkolem Wessela bylo zajišťovat bezpečnost dánských obchodních tras. Za Wessela se postavil vrchní námořní velitel Woldemar Gyldenløve, hrabě Samsø (1678–1719). Gyldenløve byl králův nevlastní bratr. Už v jeho šesti letech ho jeho královský otec jmenoval guvernérem Islandu. V tomto úřadě Gyldenløve setrval až do smrti, přestože Island nikdy nenavštívil. Mimochodem, Woldemar Gyldenløve, hrabě Samsø (1678–1719) bývá někdy zaměňován za barona Woldemara Löwendala, rozeného Gyldenløve (1660–1740), který byl norským místodržícím a jeho kariéra slavila úspěchy hlavně u drážďanského dvora. Hrabě Woldemar Gyldenløve převzal vrchní velení nad dánsko-norskými námořními silami v roce 1701. V bojích Velké severní války několikrát porazil nepřátelské loďstvo. V roce 1719 byl smrtelně zraněn v zátoce Køge.

### 1714 – bitva s fregatou De Olbin Galley

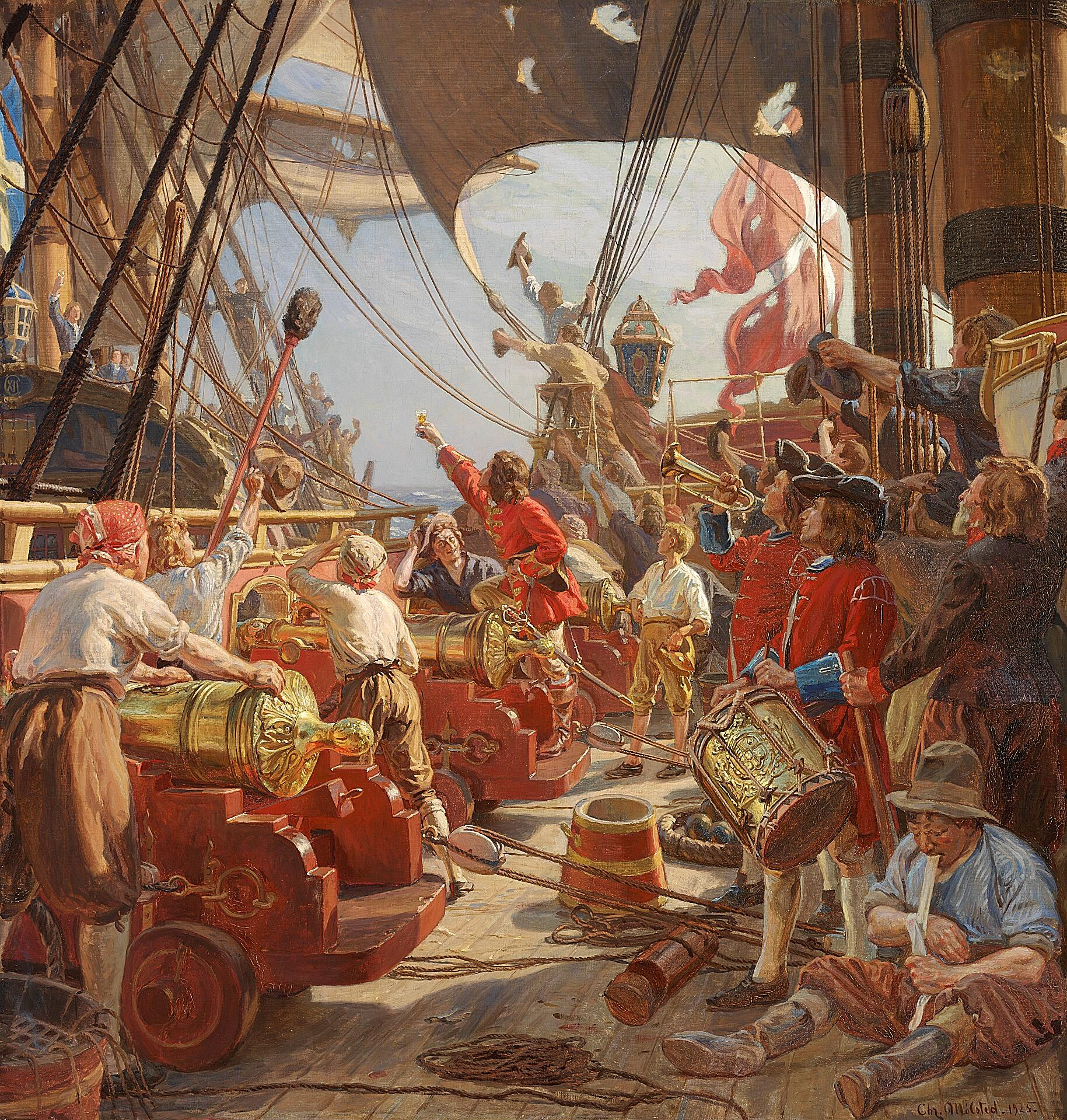
Christian Mølsted: Vyjednavač žádá o zapůjčení střeliva, 27. července 1714

Dne 26. července 1714 čtyřiadvacetiletý Wessel hlídkoval se svou fregatou Løvendals Gallej u Lindesnesu, nejjižnějšího výběžku norského pobřeží. Zahlédl fregatu De Olbing Galley, plující pod britskou vlajkou, která měla na palubě dvacet osm děl a velícím důstojníkem byl anglický kapitán Bactmann. Fregata byla postavena pro švédské námořnictvo v anglických docích a mířila do přístavu Göteborg. Když se Wesselova fregata plavící se pod dánskou vlajkou dostala ke Švédům na dostřel, Bactmann zahájil palbu. Wessel měl o deset děl méně, hodně tedy riskoval. Přesto se nevzdal a vytrvale útočil. S večerem se švédská loď stáhla a skryla ve tmě. S přibývajícím denním světlem Wessel opět zahájil boj. Obě fregaty byly značně poškozeny a jako první došel střelný prach dánské lodi. Wessel poslal na švédskou loď vyjednavače, který ocenil statečný boj a požádal o zapůjčení střeliva. To ovšem kapitán Bactmann odmítl. Poté se oba velitelé shodli na ukončení boje. Pro Wessela měla událost závažnou dohru – byl obviněn z nedostatku odvahy, vyzrazení válečných tajemství. Před soudem se obhajoval tím, že se postavil mnohem silnějšímu nepříteli a švédskou loď silně poškodil. I král Frederik IV. uznal, že Wessel je zdatným důstojníkem a povýšil ho do hodnosti kapitána první třídy, což od panovníka, který upřednostňoval pevninu před mořem, miloval slunnou Itálii a studené Grónsko, které připojil ke své říši, nikdy ani nenavštívil, bylo skutečně velkorysé.

### 1715 – Štít hromu: Tordenskjold
Švédský král Karel XII. se vrátil z exilu a ujal se vedení vojenských operací. V malých bitvách u pomořanského pobřeží, které tehdy patřilo Švédsku, se opět Wessel vyznamenal. V dubnu 1715 pak slavil úspěch v bitvě u ostrova Fehmarn. Na jaře roku 1715 Dánové pátrali v západní části Baltského moře po švédské flotile admirála hraběte Hanse Wachtmeistra mladšího. Zahájení bitvy se Wessel nezúčastnil, byl vyslán k výše zmíněnému ostrovu. Dánové soustředili svou palbu na švédskou vlajkovou loď Hedvig Sophia, silný zásah utrpěla již první salvou. Loď byla pojmenovaná po sestře Karla XII., která byla také sestřenicí Frederika IV. Pruský velvyslanec o ní napsal: Strašná, hloupá, zlomyslná, mimořádně ošklivá, opravdová trpaslice. Admirál Wachtmeistr se i přes poškození vlajkové lodi pokusil proniknout nepřátelskými liniemi. Pokus byl neúspěšný a navíc pro nepříznivý vítr byl admirál nucen stáhnou svou flotilu do Kielského zálivu. Rozhodl se pro záchranu aspoň jedné ze svých šesti lodí, své nové rychlé fregaty Vita Orn (Bílý orel). Rozkázal, aby Vita Orn opustila formaci a pokusila se doplout do domovského přístavu. Ostatní plavidla dostala rozkaz vyházet veškerou zátěž včetně munice a děl do moře. Odlehčená plavidla se pak měla pokusit dosáhnout pobřeží, najet zde na dno a potopit se, aby nepadla do rukou nepřítele. Admirál dokonce vhodil do moře i svůj admirálský kord. Podle zápisu v lodním deníku to učinil se slovy: Poté, co jsi mi způsobil takové neštěstí, nebudu tě nosit ani já ani nikdo jiný. Wessel švédské lodě dostihl a když pochopil admirálův úmysl, zaslal depeši svému nadřízenému a vyžádal si nové rozkazy. Poté už mohl jen přihlížet potápění švédských lodí. Když Wachtmeistr spatřil dánskou loď, nechal vztyčit bílou vlajku, aby získal čas. Podle rozkazu svého nadřízeného Wessel poslal švédskému admirálovi depeši s výzvou okamžitého ukončení potápění jeho lodí. V opačném případě, znělo v depeši, Dánové zabijí každého zajatého Švéda. Po obdržení depeše se admirál Wachtmeistr vydal na palubu dánské vlajkové lodi, kam ho dopravil Wessel. Oba kapitáni se dohodli na kapitulaci, čímž Dánové definitivně získali nadvládu nad Baltským mořem. Wessel byl povýšen do šlechtického stavu pod jménem Tordenskjold, což česky znamená Štít hromu.

### 1716 – bitva v Dynekilenském zálivu

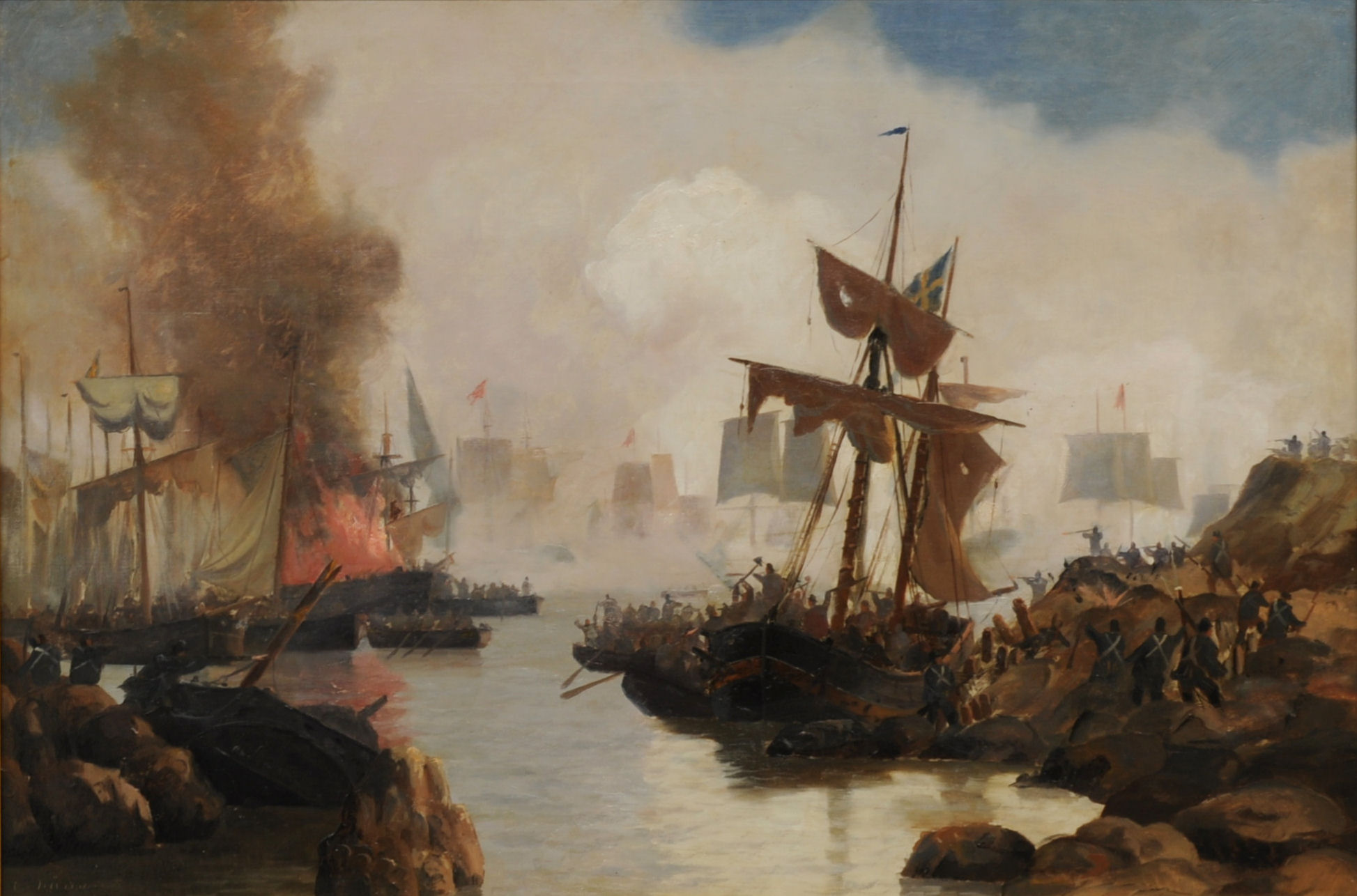
Carl Neumann: Bitva v Dynekilenském zálivu, 1716

V zimě 1715–1716 naplánoval švédský král Karel XII. útok na Dánsko. Měl v úmysl využít zamrzlého Baltského moře a přepravit se po něm do Dánska se svou armádou. Plán mu překazila mírná zima, záliv nezamrzl. Karel změnil plán. Rozhodl se udeřit na dánské Norsko a na jižní švédsko-norské hranici začal obléhat pevnost Fredriksten u města Frederikshald, dnešní Halden. Ve dvě stě kilometrů vzdáleném švédském Göteborgu se zatím vyzbrojovalo transportní loďstvo se zásobami. Připravovaly se také válečné galéry, jejichž úkolem bylo chránit švédské zásobovací loďstvo. V létě 1716 vyplula flotila na sever. Dorazila do malého švédského přístavu ve fjordu Dynekilen a zakotvila tam. Flotilu na předsunutém ostrově chránila malá pevnost s posádkou obsluhující šest velkých děl. Pevnost mohla jakékoli nepřátelské lodi zabránit ve vjezdu do přístavu. Dánský král Frederik IV. vyslal na pomoc obráncům pevnosti Fredriksten čerstvě jmenovaného šlechtice kapitána Tordenskjolda, který převzal velení sedmi menších válečných lodí. A opět se na něho usmálo štěstí. Dne 7. července dostal od několika rybářů informaci, že švédská flotila o síle 60 lodí kotví v Dynekilenském fjordu. A navíc, podle rybářů byla většina švédských důstojníků pozvána na svatbu. Ostatní pak hodují na admirálské lodi. Tordenskjold se rozhodl zaútočit na Švédy hned příštího rána, 8. července 1716. Posádka na lodích i obránci pevnosti byli naprosto zaskočeni, nedokázali zformovat obranu a kolem třetí hodiny odpoledne opustila švédská posádka všechny své lodě, z nichž většina shořela nebo se potopila. Švédskému admirálovi nezbyla ani loď, na které by se mohl vrátit do domovského přístavu. Karel XII. tak neslavně ukončil obléhání a vrátil se na švédské území. V Dynekilském fjordu přišel Karel XII. o 4000 vojáků. Kapitán Tordenskjold dosáhl přesvědčivého vítězství a byl oslavován jako zachránce vlasti. Po tomto triumfálním vítězství byl Wessel opět povýšen.

### 1717 – úžina Kattegat

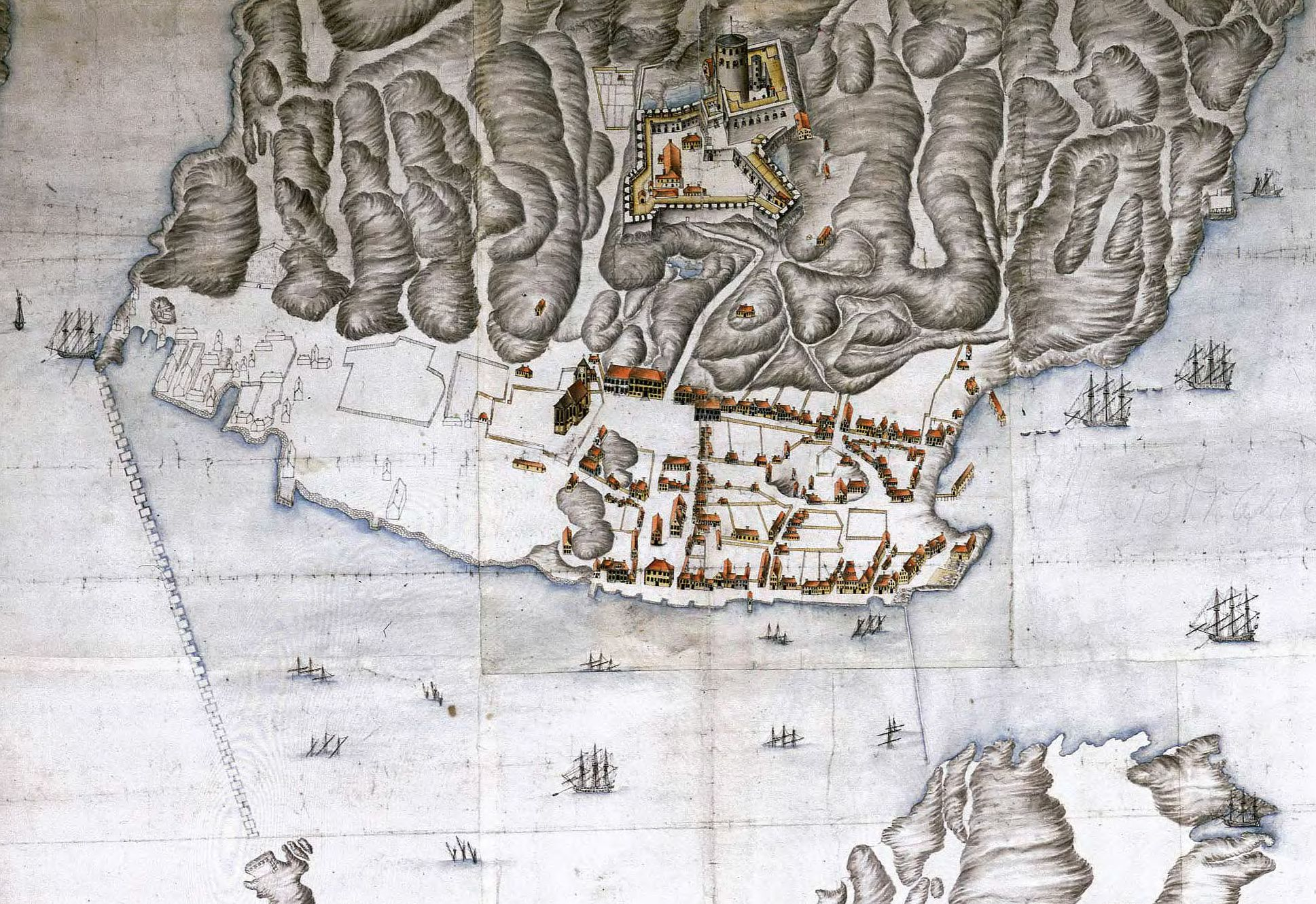
Dánská mapa, švédské město Marstrand s pevností Carlsten/Christiansteen a přístavem během dánského útoku roku 1719. Pohled z východu.

Po triumfu v Dynekilenském fjordu byl Tordenskjold pověřen velením flotily operující v úžině Kattegat, (v překladu doslovně Kočičí díra) mezi Dánskem a Švédskem. Počátkem roku 1717 se Tordenskjoldovi podařilo zničit část švédských námořních jednotek vyslaných z Göteborgu, neboť švédské námořnictvo ohrožovalo dánsko-norské spojovací cesty. Jeho nepřátelé v admiralitě hodlali využít skutečnosti, že Wessel nedosáhl všech operačních cílů a postavili jej před válečný soud. Zachráncem u soudu byl opět jeho velkorysý patron, admirál Gyldenløve. Dne 30. listopadu 1718 švédský král Karel XII. zemřel. Jeho smrtí boje mezi seveřany ustaly. Všichni již byli válkou unaveni a nepřáli si nic jiného než mír. Tordenskjold byl povýšen na viceadmirála. Naposledy se vyznamenal v bojích u švédské pevnosti Carlsten u Marstrandu, asi 30 km od Göteborgu. Wessel použil válečné lsti, hodné novodobého úskočného Odyssea. K dispozici měl všeho všudy pouhých 700 mužů. Švédského důstojníka, který byl určen pro vyjednávání o případném vydání pevnosti do rukou Dánů nejprve opil a následně nechal u různých bran pevnosti dokola pochodovat stále stejné vojáky. Velitel, přesvědčen o značné přesile obléhatelů nakonec Tordenskjoldovi pevnost vydal. Viceadmirál neváhal využít příležitosti a podařilo se mu definitivně zničit nebo zajmout zbytek lodí göteborské flotily, které mu unikly rok předtím. Podle frederiksborgského míru ze 3. července 1720 bylo Švédsko nuceno zaplatit Dánsku 600 000 říšských tolarů a bylo mu odebráno privilegium neplatit sundské clo. (Sundské clo, poplatek, jejž vybíralo Dánsko od roku 1425 do roku 1857 od cizích lodí za průjezd průlivem Öresund, který spojuje Baltické a Severní moře.) Pevnost Carlsten získalo Švédsko zpět.

## Život v míru – nuda a smrt
Pro válečné časy byl viceadmirál Tordenskjold vybaven dobře. Pro mírový život špatně. Stýskalo se mu po vzrušení z boje. Vzal si dovolenou a cestoval. V Hannoveru u kurfiřtského dvora se pustil do milostných dobrodružství a karbanu. Při jedné karetní hře obvinil devětadvacetiletý viceadmirál čtyřicetiletého švédského plukovníka, že podvedl jednoho z dánských krajanů. Plukovník se jmenoval Jakob Axel Staël von Holstein. Následná rvačka skončila vyzváním na souboj, jako zbraně byly dohodnuty pistole. Dne 12. listopadu 1720 došlo k tajnému setkání duelantů (souboje byly zakázány) ve vesnici vzdálené asi 15 km od Hannoveru. Tordenskjolda vyzvedl v pět hodin jemu neznámý sekundant. Když Tordenskjoldovi podával jeho komorník Christian Nielsen Kold pistoli, sekundant prohlásil, že zbraně nebudou potřeba, neboť plukovník odjel do Hamburku. Z formálních důvodů sekundant trval na tom, že se Tordenskjold na dohodnuté místo musí dostavit. Viceadmirál s komorníkem jeli kočárem, sekundant je doprovázel na koni. Když dorazili na místo, sekundant zmizel. Po chvíli se vrátil se zprávou, že Jakob Axel Staël von Holstein je připraven k souboji. Tordenskjold ovšem dorazil bez pistole. Byl nucen použít svůj rapír proti plukovníkově dlouhému kordu. Hned v úvodu souboje byl viceadmirál zasažen, plukovníkův kord prošel Tordenskjoldovou paží, zasáhl páteř a usmrtil ho. Jiná verze uvádí, že zásah proťal aortu, a viceadmirál upadl na zem. Místo souboje všichni účastníci rychle opustili a Tordenskjold zemřel v náručí svého komorníka. Podle jiné verze zemřel až v hostinci. Od počátku existovalo podezření, že se Tordenskjold stal obětí vražedného spiknutí, čemuž nasvědčuje podivné chování sekundantů. Okolnosti viceadmirálovy smrti nejsou dodnes zcela objasněny.

## Zajímavosti

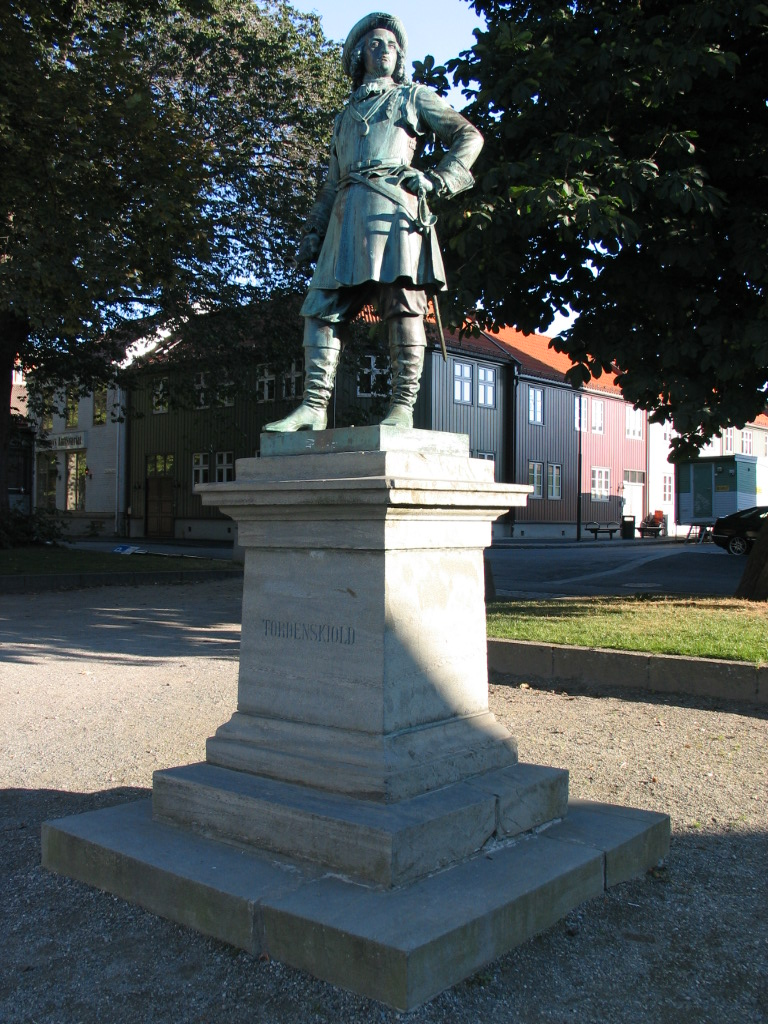
Pomník Petera Wessel Tordenskjolda v Trondheimu

- Je po něm pojmenována loď dánského námořnictva z roku 1980 F356 Peter Tordenskiold.
- Sochy na jeho počest stojí v Kodani, Oslu nebo Trondheimu.
- Jeho portrét zdobí norskou desetikorunovou bankovku z roku 1941.